# Natalie Sourisseau
Natalie Sourisseau (Kelowna, 5 december 1992) is een Canadese hockeyspeelster.
Ze heeft onder andere heeft gespeeld voor HC MOP (2012), WMHC (2014), SCHC (2017/18) en THC Hurley (vanaf 2018). Ook speelt zij sinds 2011 voor het Canadese hockeyelftal waarmee ze twee bronzen medailles won: een bij het Pan-Amerikaans kampioenschap en een bij de Pan-Amerikaanse Spelen.